# Ego-Wrappin’
Ego-Wrappiń (стилизованное написание EGO-WRAPPIŃ) — японский дуэт состоящий из вокалистки Ёсиэ Накано и гитариста Масаки Мори. Дуэт был сформирован в 1996 году в Осаке, играет джаз и рок. Первый альбом, Blue Speaker, был выпущен в 1998 году, но признание группа получила с выходом в 2000 году песни «Midnight Dejavu (Shikisai no Blues)».

## История
Дуэт Ego-Wrappin' сформировался в Осаке в 1996 году. Изначально группа выступала только в Кансае вместе с такими исполнителями как Mondo Grosso и Attica Blues. Изначально группа записывала свою музыку на независимом лейбле Metro Crew Records, где они записали свой дебютный мини-альбом Calling Me.
В 1998 году группа поучаствовала в записи саундтрека к телесериалу Kirakira Hikaru, записав кавер-версию песни «Disney Girls (1957)» The Beach Boys. В июне того же года группа выпустила свой первый полноценный альбом Blue Speaker, записанный на независимом лейбле RD Records, являющемся дочерним для осакского Hip Land Music Corp.. Альбом имел локальный успех и попал в осакские музыкальные чарты, также был высоко оценён музыкантом Сэиити Ямамото.
В 1999 году группа выпустила два мини-альбома, японоязычный His Choice of Shoes Is Ill! в феврале и англоязычный Swing for Joy в ноябре. Песня «A Love Song», записанная вместе со ска-группой Determinations имела успех на региональных радиостанциях FM Ishikawa и FM North Wave. Начиная с 2000 года группа стала выступать за пределами Кансая, в таких городах как Токио.
В 2000 году группа записала песню «Shikisai no Blues», которая получила национальное признание. Песня была записана под влиянием кабаре и каёкёку в стиле джазовой певицы 1960-х Мины Аоэ. Изначально песня вышла на одноимённом мини-альбоме, но позже была перевыпущена в виде сингла, продажи которого превысили 193 000 копий.
В мае 2001 года, Ego-Wrappin' открыли свой собственный лейбл Minor Swing, который стал дочерним для Toy's Factory. На открытом лейбле был записан третий альбом группы Michishio no Romance. Этот альбом, как и последующие Night Food (2002) и Merry Merry (2004), был коммерчески успешен и получил статус золотого от японской ассоциации звукозаписывающих компаний (RIAJ). Песня «Kuchibashi ni Cherry» с альбома Night Food стала музыкальной темой телесериала Shiritsu Tantei Hama Mike транслировавшегося на Nippon Television.
В 2006 году Ego-Wrappin' выпустили свой пятый альбом On the Rocks!. В поддержку альбом группа провела тур, впервые в своей карьере посетив Европу. Во время тура была сформирована The Gossip of Jaxx, выступавшая на разогреве. В 2009 году группы выпустили совместный альбом Ego-Wrappin' and the Gossip of Jaxx. В 2010 году был выпущен совместный с рок-группой Brahman сингл Sure Shot.
В 2014 году Ego-Wrappin' записали музыкальную тему для телесериала Reverse Edge: Ōkawabata Tanteisha. В октябре 2015 года группа выступа в Осаке и Токио совместно с британским трио Kitty, Daisy & Lewis.

## Состав
- Ёсиэ Накано (яп. 中納良恵 накано ёсиэ) — вокал, фортепиано.
- Масаки Мори (яп. 森雅樹 мори масаки) — гитара, ударные инструменты.

## Дискография

### Студийные альбомы
- Blue Speaker (1998)
- Michishio no Romance (2001)
- Night Food (2002)
- Merry Merry (2004)
- On the Rocks! (2006)
- Ego-Wrappin' and the Gossip of Jaxx (2009)
- Naimono Nedari no Deadheat (2010)
- Steal a Person’s Heart (2013)
- Dream Baby Dream (2019)

### Сборники
- Best Wrappin' 1996—2008 (2008)
- Route 20 Hit The Road (2016)